# U-20サッカーコロンビア代表
U-20サッカーコロンビア代表（あんだーとぅえんてぃ（にじゅう）サッカーコロンビアだいひょう）は、コロンビアサッカー連盟（FCF）によって編成される20歳以下のナショナルチームである。